# Qarābā
Qarābā (persiska: قرابا, Qorābā’) är ett samhälle i Iran.   Det ligger i provinsen Gilan, i den nordvästra delen av landet, 270 km nordväst om huvudstaden Teheran. Antalet invånare är 684.
Terrängen runt Qarābā är platt.  Närmaste större samhälle är Bandar-e Anzalī, 16,5 km öster om Qarābā. 